# Logorama
Logorama é um curta-metragem de animação adulto francês de 2009 produzido pelo estúdio francês de design gráfico e animação H5 como seu primeiro e único projeto de animação. Co-escrito e dirigido por François Alaux, Hervé de Crécy e Ludovic Houplain, o filme se passa em uma versão estilizada de Los Angeles e retrata vários eventos como sendo contados inteiramente através do uso extensivo de mais mais de 2 000 logotipos e mascotes de empresas contemporâneas e históricas. O elenco de voz do curta consiste em Bob Stephenson, David Fincher, Aja Evans, Sherman Augustus, Joel Michaely, Matt Winston, Gregory J. Pruss, Josh Eichenbaum, Jaime Ray Newman e Andrew Kevin Walker.
Após seu lançamento em 20 de maio de 2009 em Cannes, Logorama recebeu vários prêmios e indicações, incluindo o prêmio Kodak Discovery de Melhor Curta-Metragem (o Kodak Prix) no Festival de Cinema de Cannes de 2009 e Oscar de melhor curta-metragem de animação na edição de 2010.

## Elenco
- Bob Stephenson – Ronald McDonald, policial Mike da Michelin
- David Fincher – Mascote da Pringles
- Aja Evans – Garota da Esso
- Sherman Augustus – Policial Mitch, homem da Michelin
- Joel Michaely – Big Boy, Jolly Green Giant, Mr. Clean
- Matt Winston – Garoto da Haribo
- Gregory J. Pruss – Pillsbury Doughboy, piloto de helicóptero
- Josh Eichenbaum – Yellow
- Jaime Ray Newman – Dispatch Girl
- Andrew Kevin Walker as Pringles Hot & Spicy

## Temas
Logorama explora até que ponto os logotipos estão incorporados na existência diária da Terra. Os membros do H5 explicaram: "Logorama nos apresenta um mundo supercomercializado, construído apenas a partir de logotipos e marcas reais que são destruídas por uma série de desastres naturais (incluindo um terremoto e um maremoto de petróleo). Os logotipos são usados para descrever um universo alarmante (semelhante ao que vivemos) com todos os sinais gráficos que nos acompanham todos os dias em nossas vidas. Este universo superorganizado é violentamente transformado pelo cataclismo tornando-se fantástico e absurdo. Mostra a vitória do criativo contra o racional, onde a natureza e a fantasia humana triunfam."